# Into the New World
«Into the New World» (en hangul, 다시 만난 세계; romanización revisada, Dasi Mannan Segye), es el sencillo debut del grupo surcoreano Girls' Generation. Fue escrito por Kim Jeong-bae y Kenzie, y producido por Lee Soo-man. Se lanzó digitalmente el 3 de agosto de 2007 por SM Entertainment y distribuido por Genie Music y físicamente el 6 de agosto. Más tarde fue incluido en el álbum debut del grupo. En enero del 2022, SM Entertainment publicó en YouTube el video musical, en versión remasterizada.
El grupo ha interpretado la canción en varios programas musicales y en todas sus giras de conciertos en Asia. Fue parte de The First Japan Arena Tour (2011), Girls' Generation Tour (2011) y Girls' Generation World Tour Girls & Peace (2013); el grupo también cantó la canción durante en Girls' Generation Asia Tour (2011) y como una balada en Girls' Generation's Phantasia (2015). Con «Into the New World», el grupo ganó su primer trofeo en un programa musical el 11 de octubre de 2007 en M! Countdown.

## Antecedentes
La canción fue producida por el fundador de SM Entertainment, Lee Soo-man. La primera frase melódica de la canción es idéntica al tema principal del final de la novena sinfonía de Antonín Dvořák, llamada «From the New World».

## Lanzamiento y promoción
«Into the New World» fue lanzado el 2 de agosto de 2007.
El grupo interpretó la canción por primera vez el 5 de agosto de 2007 en Inkigayo y obtuvo su primera victoria en M! Countdown.

## Lista de canciones
| Sencillo en CD / EP digital |                                                          |                       |                                                                 |          |  |
| N.º                         | Título                                                   | Letras                | Música                                                          | Duración |  |
| 1.                          | «Into the New World» (다시 만난 세계; Dasi Mannan Segye) | Kim Jeong-bae, Kenzie | Kenzie                                                          | 04:25    |  |
| 2.                          | «Beginning»                                              | Yoon Hyo-sang         | Anna-Lena Margaretha Hogdahl, Mattias Lindblom, Anders Wollbeck | 03:03    |  |
| 3.                          | «Honey (Perfect for You)» (소원; Sowon)                  | Kwon Yun-jeong        | Ingrid Skretting (Warner/ Chappell Music Scandinavia AB)        | 3:19     |  |
| 4.                          | «Into the New World» (instrumental)                      |                       | Kenzie                                                          | 04:25    |  |
| 15:07                       |                                                          |                       |                                                                 |          |  |

| Sencillo digital - Versión remix |                              |        |        |          |  |
| N.º                              | Título                       | Letras | Música | Duración |  |
| 1.                               | «Into the New World (remix)» |        |        | 4:31     |  |

## Recepción

### Comercial
La versión física de la canción debutó en el quinto puesto de MIAK, vendiendo 10 823 copias en su primer mes de lanzamiento. Fue el cuadragésimo primer lanzamiento en CD más vendido de 2007 en Corea del Sur, vendiendo 22 818 copias físicas en total. En 2010, la versión física se ubicó en el segundo puesto de Gaon Album Chart. Se convirtió en el noveno lanzamiento más vendido de abril de 2010 en Corea del Sur.

### Cultural
La canción experimentó un resurgimiento en 2016 cuando las estudiantes de la Universidad de Mujeres Ewha la cantaron durante parte de su protesta pacífica contra la universidad mientras se enfrentaban a 1600 agentes de policía. Tiffany respondió: «Girls' Generation fue un momento de orgullo. En esta generación de feministas, es una época en la que los mensajes de las mujeres que empoderan a otras mujeres son importantes. Siento que nuestra canción jugó ese papel, así que mi corazón se sentía feliz.» Yuri también expresó sentimientos similares: «Vi el vídeo varias veces, e incluso lloré porque mi corazón estaba lleno de emoción. Fue un momento en que sentí un gran sentido de orgullo como cantante. Era un mensaje que quería transmitir a través de mi trabajo, y la inspiración que queríamos transmitir a través de la música, por lo que era diferente a cualquier otra cosa. En el momento en que debutamos, no entendía completamente la letra, así que podría haberla imitado con ojos brillantes. Pero a medida que pasa el tiempo y escucho la canción, las letras me tocan aún más.»
Durante las protestas de Corea del Sur de 2016-17, la canción, junto con «Cheer Up» de Twice y «Bang Bang Bang» de Big Bang, se cantó ampliamente en las plazas públicas, lo que llevó a que se convirtiera en el «rocío de la mañana» de los jóvenes. La canción logró ocupar el primer lugar de Melon diez años después.

## Otras versiones
Esta canción a menudo se canta en programas de supervivencia y premios. En la primera temporada de Produce 101, se usó como una de las misiones de la canción debut, también se usó para la primera evaluación de Finding Momoland. En Idol School in 2017, se usó como una evaluación vocal preliminar. En los KBS Gaon Music Awards de 2016, GFriend, I.O.I, Twice y Red Velvet realizaron un cover de la canción. Después de la salida de Jessica, la canción se convirtió en una balada para los conciertos en vivo.

## Posicionamiento en listas

### Listas semanales
| Lista (2007)       | Mejor posición |
| ------------------ | -------------- |
| South Korea (MIAK) | 5              |

| Lista (2010)       | Mejor posición |
| ------------------ | -------------- |
| South Korea (Gaon) | 2              |

## Ventas
| País               | Ventas |
| ------------------ | ------ |
| Corea del Sur (CD) | 44 754 |